# Poospizopsis
Poospizopsis  (boomgorzen) is een geslacht van zangvogels uit de familie Thraupidae (tangaren).

## Soorten
Het geslacht kent de volgende soorten:
- Poospizopsis caesar  – Grijsflankboomgors
- Poospizopsis hypocondria  – Roodflankboomgors